# Компольщик, Елена Александровна
Компольщик Елена Александровна (род. 13 июля 1966 года; Самаркандская область, УзССР, СССР) — узбекский политический деятель. Депутат Законодательной палаты Олий Мажлиса Республики Узбекистан. Член Социал-демократической партии "Адолат". Член Комитета по труду и социальным вопросам.

## Биография
Компольщик Елена Александровна родилась 13 июля 1966 года в Самаркандской области. Окончила Самаркандский государственный университет. Елена Александровна является директором специализированной общеобразовательной школы №43 города Самарканд.